# Rosay (Seine-Maritime)
Rosay település Franciaországban, Seine-Maritime megyében. Lakosainak száma 272 fő (2022. január 1.). Rosay Ardouval, Beaumont-le-Hareng, Bellencombre, La Crique, Saint-Saëns és Ventes-Saint-Rémy községekkel határos.

## Népesség
A település népessége az elmúlt években az alábbi módon változott:
| Lakosok száma | 272  | 269  | 267  | 266  | 266  | 268  | 270  | 272  |
|               | 2013 | 2015 | 2017 | 2018 | 2019 | 2020 | 2021 | 2022 |